# ATP Challenger Morelos
Das ATP Challenger Morelos (offizieller Name: Morelos Open presentado por MetaXchange) ist ein Tennisturnier in Cuernavaca, Mexiko, das 2014 zum ersten Mal ausgetragen wurde. Es ist Teil der ATP Challenger Tour und wird im Freien auf Hartplatz ausgetragen.

## Liste der Sieger

### Einzel
| Jahr           | Sieger                     | Finalgegner         | Ergebnis       |
| -------------- | -------------------------- | ------------------- | -------------- |
| 2025           | Marc-Andrea Hüsler         | Dmitri Popko        | 6:4, 3:6, 6:4  |
| 2024           | Giovanni Mpetshi Perricard | Nicolás Mejía       | 7:5, 7:5       |
| 2023           | Thiago Agustín Tirante     | James Duckworth     | 7:5, 6:0       |
| 2022           | Jay Clarke                 | Adrián Menéndez     | 6:1, 4:6, 7:65 |
| 2021: abgesagt |                            |                     |                |
| 2020           | Jurij Rodionov             | Juan Pablo Ficovich | 4:6, 6:2, 6:3  |
| 2019           | Matías Franco Descotte     | Gonzalo Escobar     | 6:1, 6:4       |
| 2018           | Dennis Novikov             | Cristian Garín      | 6:4, 6:3       |
| 2017           | Alexander Bublik           | Nicolás Jarry       | 7:65, 6:4      |
| 2016           | Gerald Melzer (2)          | Alejandro González  | 7:64, 6:3      |
| 2015           | Víctor Estrella            | Damir Džumhur       | 7:5, 6:4       |
| 2014           | Gerald Melzer (1)          | Víctor Estrella     | 6:1, 6:4       |

### Doppel
| Jahr           | Sieger                                | Finalgegner                                         | Ergebnis           |
| -------------- | ------------------------------------- | --------------------------------------------------- | ------------------ |
| 2025           | Jody Maginley Alfredo Perez           | Finn Reynolds James Watt                            | 7:5, 6:75, [10:8]  |
| 2024           | Arjun Kadhe Jeevan Nedunchezhiyan     | Piotr Matuszewski Matthew Romios                    | 7:65, 6:4          |
| 2023           | Skander Mansouri Michail Pervolarakis | Benjamin Lock Jose Statham                          | 6:4, 6:4           |
| 2022           | JC Aragone Adrián Menéndez            | Nicolás Mejía Roberto Quiroz                        | 7:64, 6:2          |
| 2021: abgesagt |                                       |                                                     |                    |
| 2020           | Luke Saville John-Patrick Smith       | Carlos Gómez Herrera Shintarō Mochizuki             | 6:3, 6:74, [10:5]  |
| 2019           | André Göransson Marc-Andrea Hüsler    | Gonzalo Escobar Luis David Martínez                 | 6:3, 3:6, [11:9]   |
| 2018           | Roberto Maytín Fernando Romboli       | Evan King Nathan Pasha                              | 7:5, 6:3           |
| 2017           | Austin Krajicek Jackson Withrow       | Kevin King Dean O’Brien                             | 6:74, 7:65, [11:9] |
| 2016           | Philip Bester Peter Polansky          | Marcelo Arévalo Sergio Galdós                       | 6:4, 3:6, [10:6]   |
| 2015           | Ruben Gonzales Darren Walsh           | Emilio Gómez Roberto Maytín                         | 4:6, 6:3, [12:10]  |
| 2014           | Andrej Martin Gerald Melzer           | Alejandro Moreno Figueroa Miguel Ángel Reyes Varela | 6:2, 6:4           |